# Station Lindau Insel
Lindau – Insel is een station in de Duitse deelstaat Beieren dat werd geopend op 1 maart 1854.